# Ambedkar Nagar
Der Distrikt Ambedkar Nagar (Hindi: अंबेडकर नगर, Urdu: امبیڈکر نگر) ist ein Distrikt des indischen Bundesstaats Uttar Pradesh. Verwaltungszentrum ist die Stadt Akbarpur, die größte Stadt ist Tanda. Seinen Namen trägt der Distrikt nach dem Sozialreformer und Politiker B. R. Ambedkar.

## Geografie
Der Distrikt Ambedkar liegt om Osten der Region Awadh (Oudh) in Zentral-Uttar-Pradesh und gehört zur Division Ayodhya. Nachbardistrikte sind Basti und Sant Kabir Nagar im Norden, Gorakhpur im Nordosten, Azamgarh im Südosten, Sultanpur im Südwesten und Ayodhya im Westen.
Das Distriktgebiet umfasst eine Fläche von 2350 km² und gehört gänzlich zur flachen Gangesebene. Im Norden bildet die Ghaghara, ein großer Nebenfluss des Ganges, die Grenze von Ambedkar Nagar. Außerdem fließt der Fluss Tamsa (Tons) durch das Distriktgebiet.

## Verwaltungsgliederung
Der Distrikt Ambedkar Nagar ist in die fünf Tehsils Tanda, Allapur, Jalapur, Akbarpur und Bhiti unterteilt.

## Geschichte
Ambedkar Nagar wurde 1995 als eigenständiger Distrikt gegründet. Zuvor hatte das Gebiet zum Distrikt Faizabad (heute Ayodhya) gehört. Wie viele andere Distrikte, die während der Regierungszeit der BSP-Politikerin Mayawati gebildet wurden, wurde der Distrikt Ambedkar Nagar nach einer Ikone der Dalit-Bewegung, dem Sozialreformer und Politiker B. R. Ambedkar, benannt.

## Bevölkerung
Nach der indischen Volkszählung 2011 hat der Distrikt Ambedkar Nagar 2.397.888 Einwohner. Zwischen 2001 und 2011 wuchs die Einwohnerzahl um 18 Prozent und damit etwas langsamer als im Mittel Uttar Pradeshs (20 Prozent). Die Bevölkerungsdichte liegt mit 1020 Einwohnern pro km² über dem ohnehin schon hohen Durchschnitt des Bundesstaates von 829 Einwohnern pro km². Der Distrikt ist dabei stark ländlich geprägt: Nur 12 Prozent der Einwohner leben in Städten. Die Alphabetisierungsrate ist mit 72 Prozent höher als der Mittelwert Uttar Pradeshs (68 Prozent) und entspricht fast genau dem gesamtindischen Durchschnitt (73 Prozent).
Unter den Einwohnern des Distrikts stellen nach der Volkszählung 2001 Hindus mit 83 Prozent die Mehrheit. Daneben gibt es eine muslimische Minderheit von 16 Prozent. Die meisten Muslime leben dabei in Städten: Unter der städtischen Bevölkerung stellen sie sogar die Mehrheit.

## Städte
| Stadt                | Einwohner (2001) |
| -------------------- | ---------------- |
| Akbarpur             | 33.889           |
| Ashafpur Kichhauchha | 13.420           |
| Bhulepur             | 5.413            |
| Iltifatganj Bazar    | 11.339           |
| Jalalpur             | 29.634           |
| Katariya             | 3.888            |
| Tanda                | 83.079           |